# Calochortus macrocarpus
Calochortus macrocarpus är en liljeväxtart som beskrevs av David Douglas. Calochortus macrocarpus ingår i släktet Calochortus och familjen liljeväxter.

## Underarter
Arten delas in i följande underarter:
- C. m. macrocarpus
- C. m. maculosus

## Bildgalleri

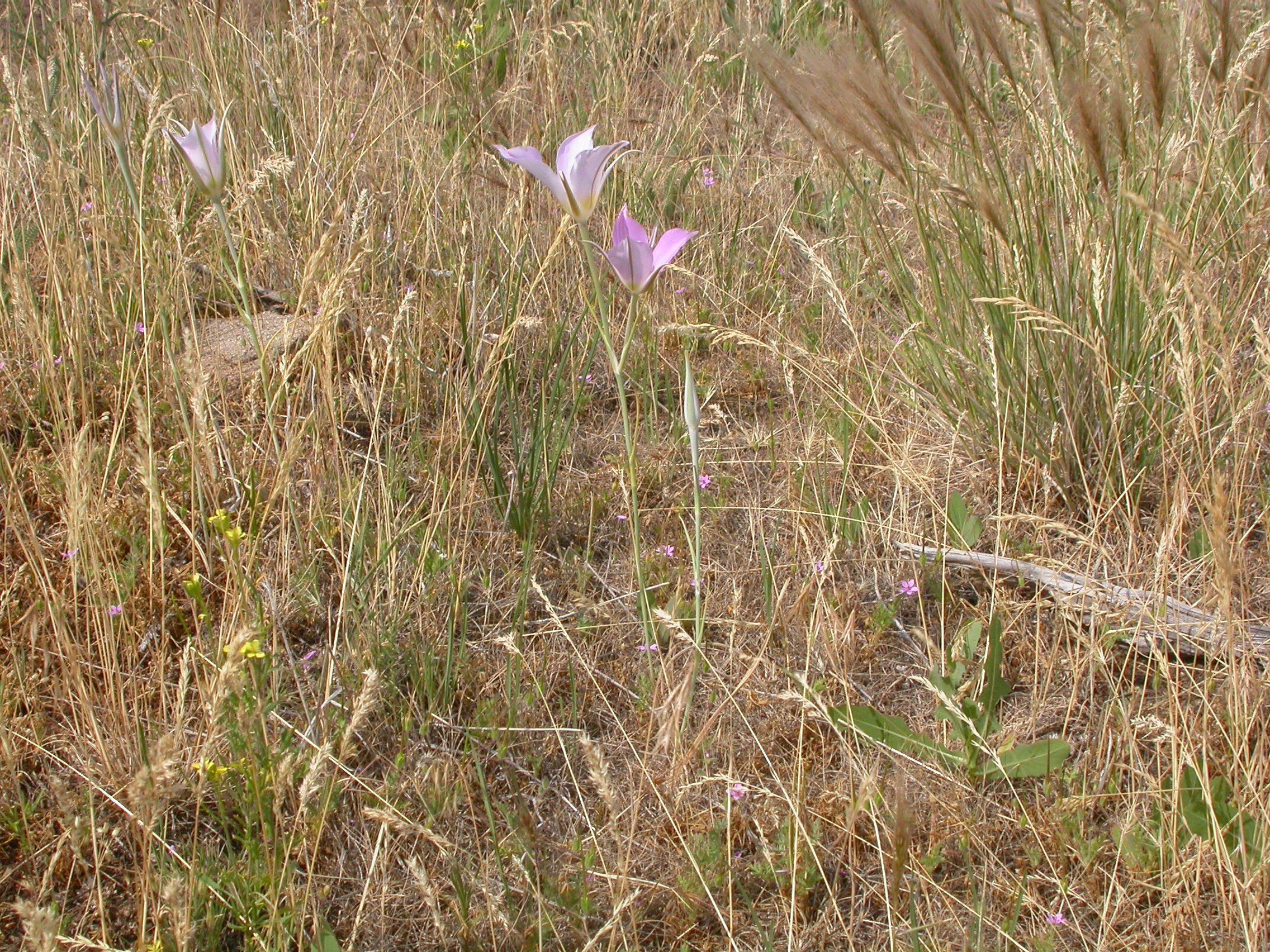
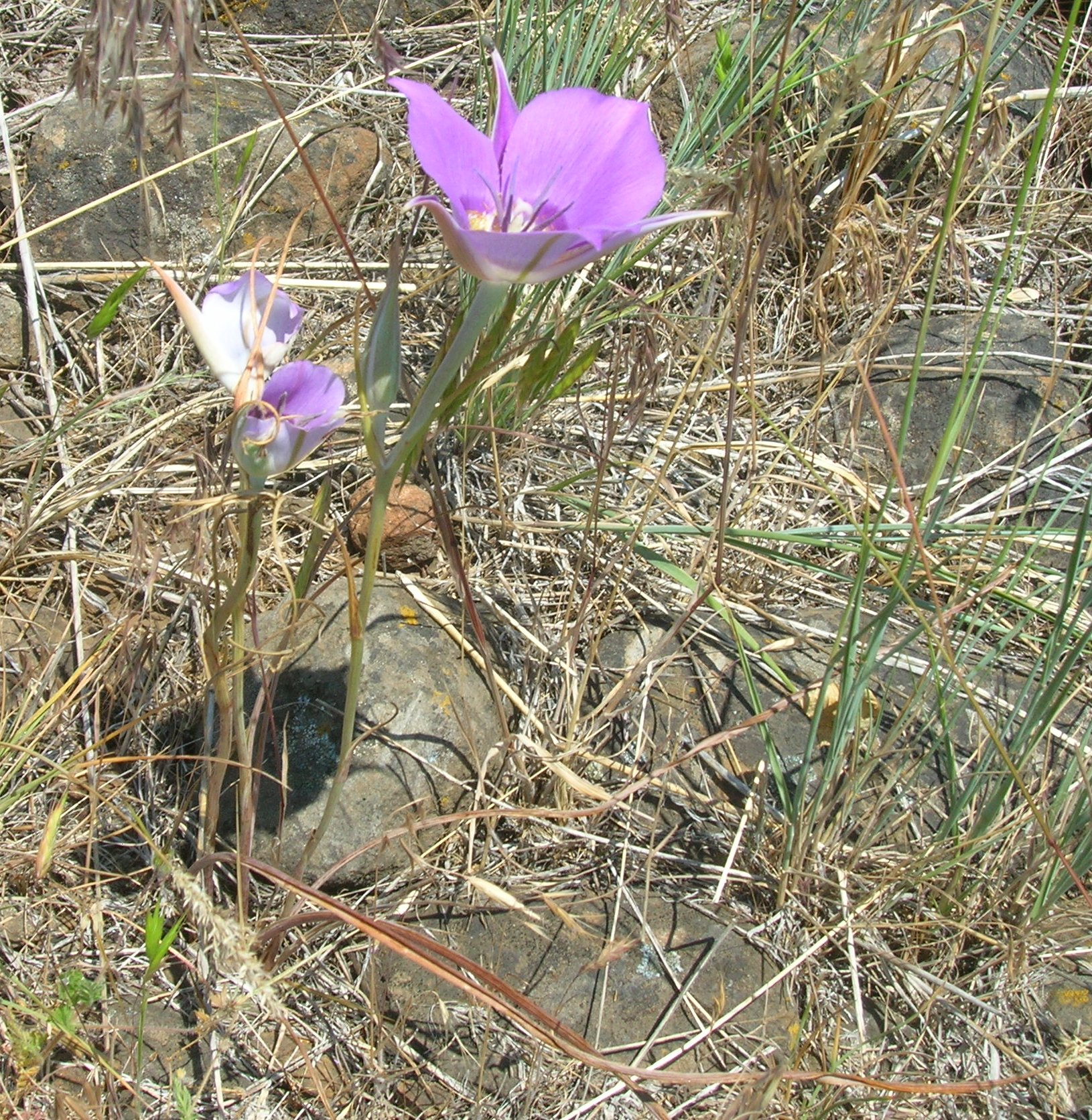
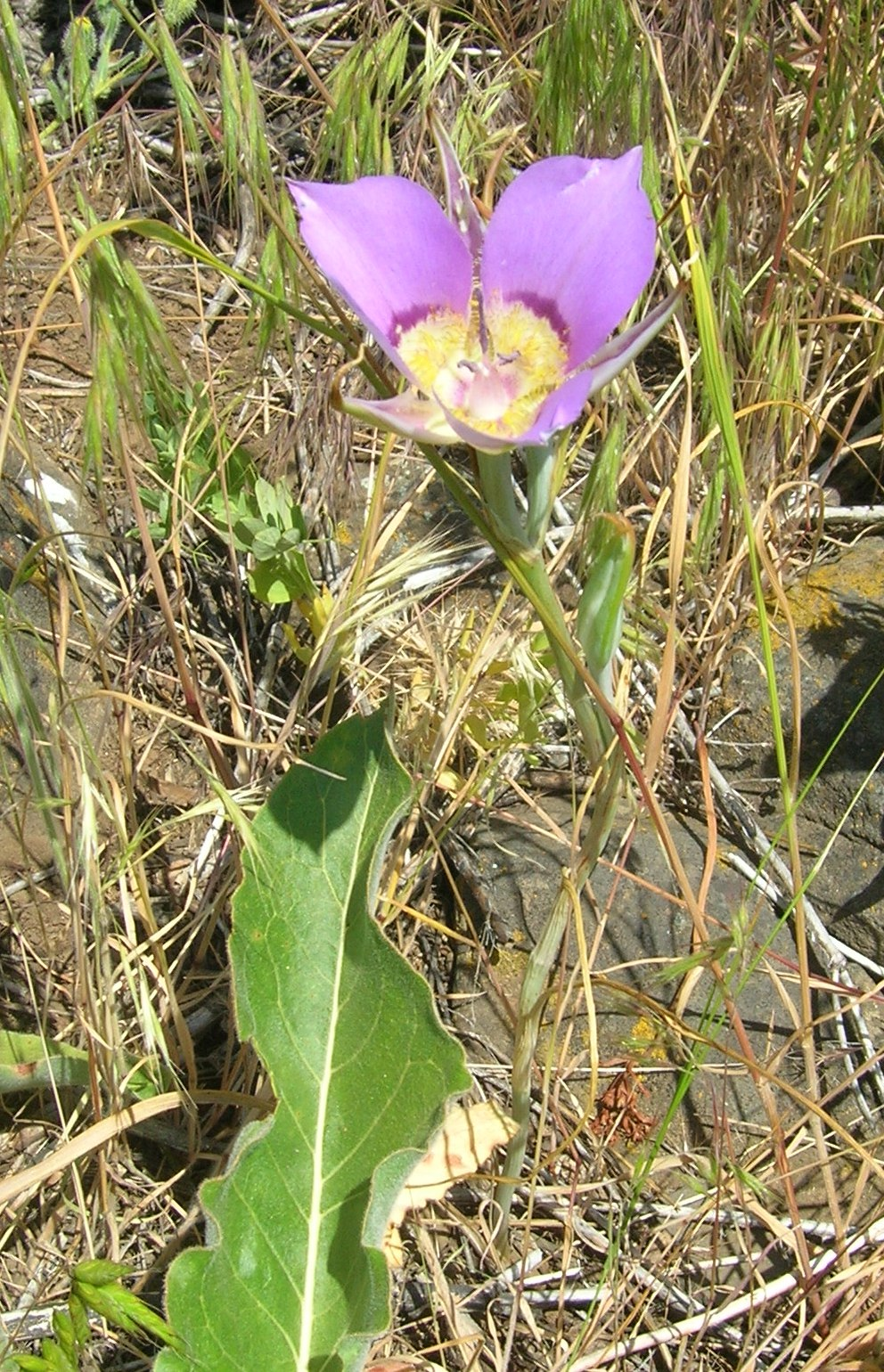
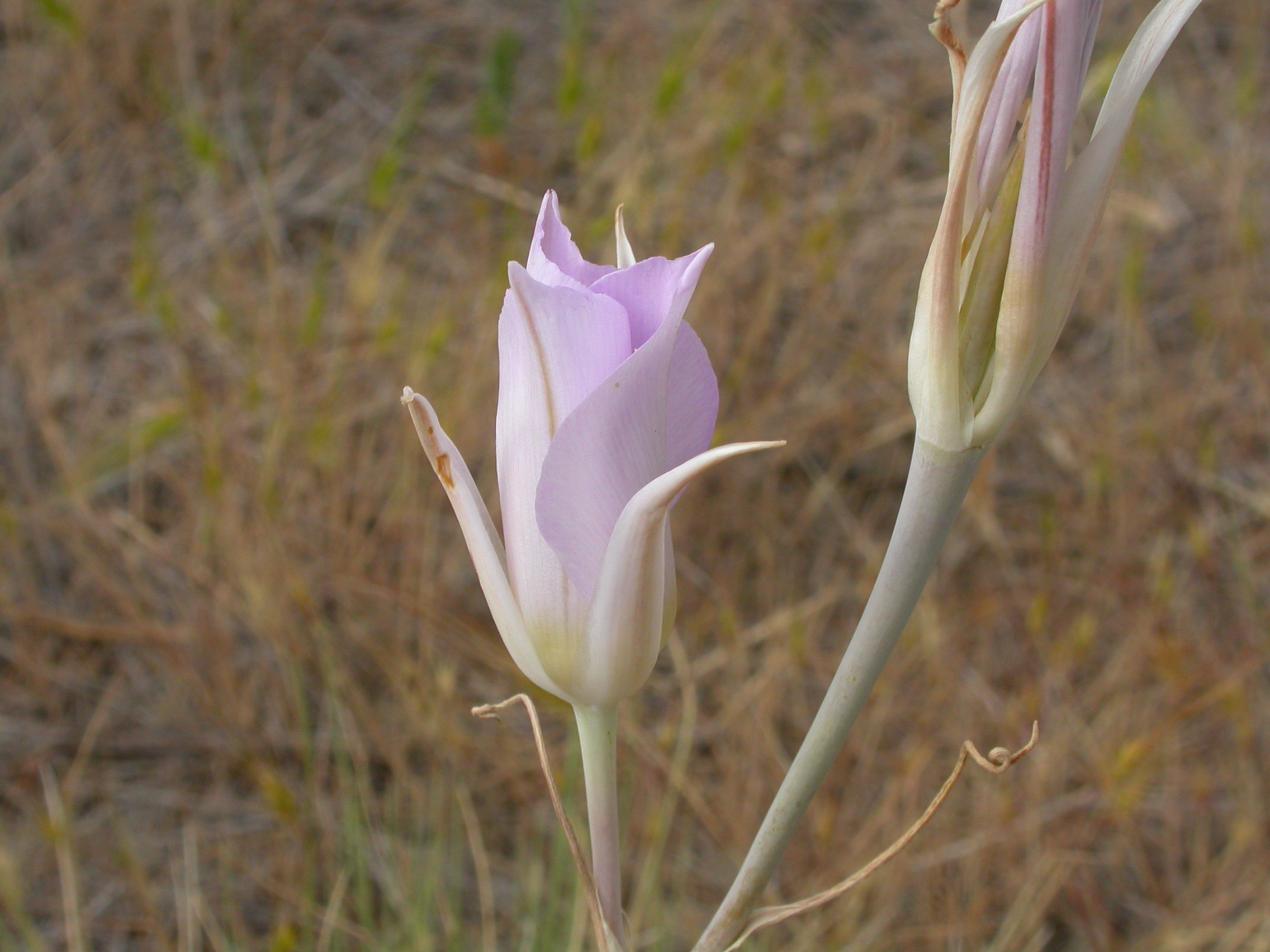
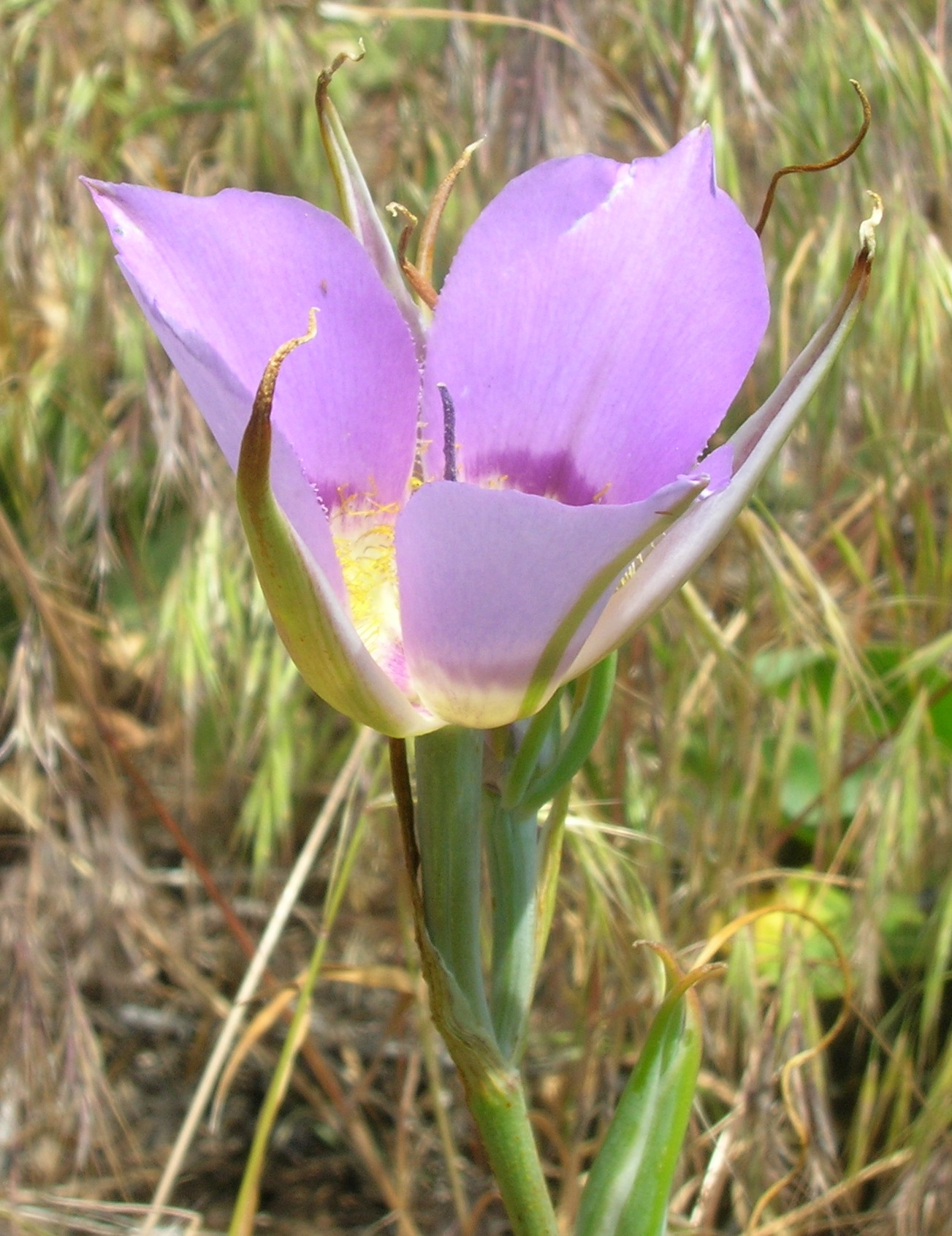
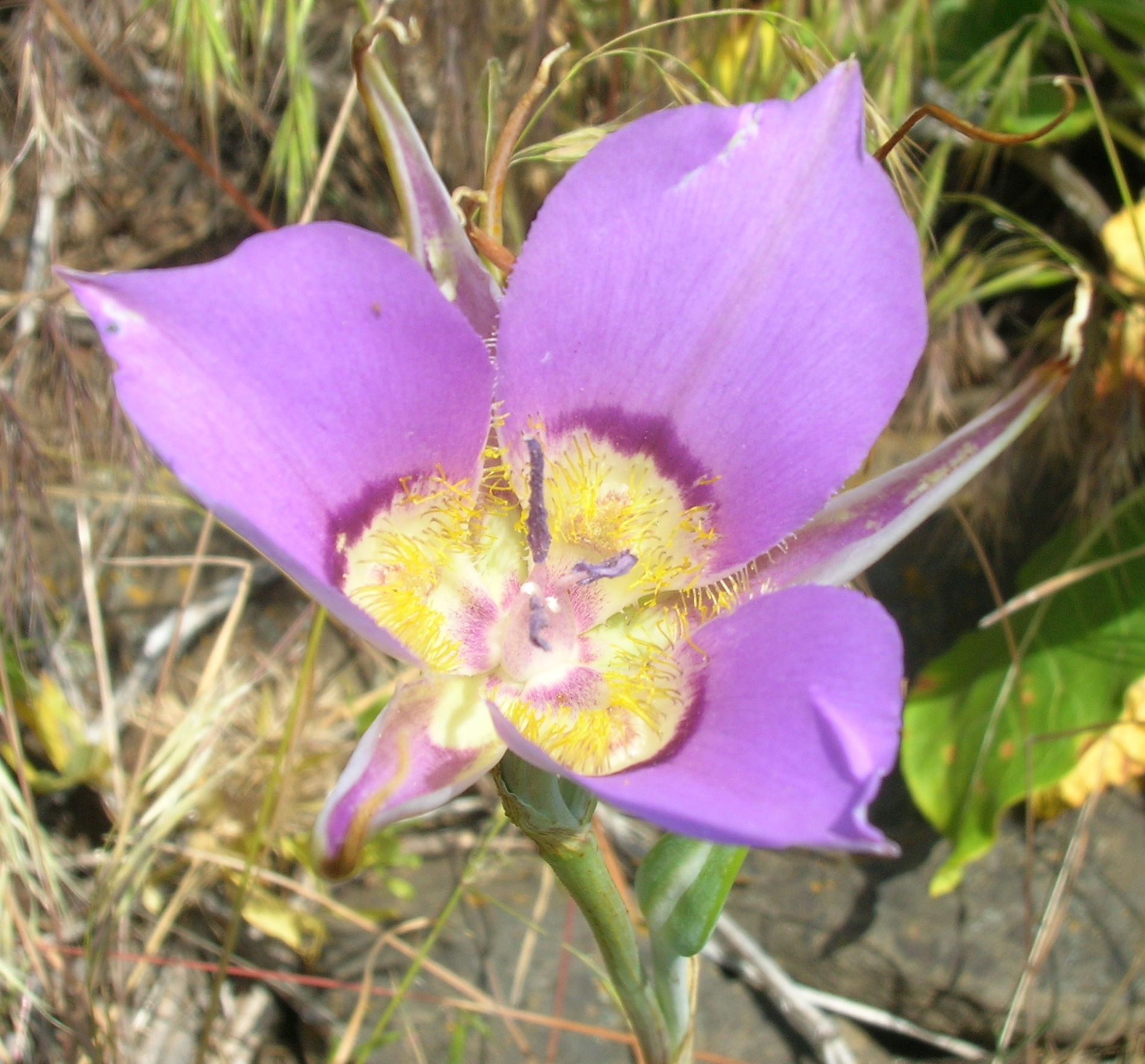